# Léon II (empereur byzantin)
Pour les articles homonymes, voir Léon II.
Léon II (latin : Flavius Valerius Leo Iunior Augustus), né vers 467 et mort en 474, est un empereur de l'Empire romain d'Orient durant l'année 474.

## Biographie
Grâce à son beau-fils, Zénon (isaurien), l'empereur Léon Ier réussit à se débarrasser, en 471, du puissant chef de la milice Aspar. Sentant la mort approcher mais sachant que son beau-fils est peu populaire, Léon Ier proclame, le 31 octobre 473, son petit-fils César, le désignant ainsi pour lui succéder. Le 17 novembre suivant, Léon Ier élève son petit-fils à la dignité d'Auguste et fait ainsi de lui son co-empereur. À la mort de son grand-père Léon Ier le 18 janvier 474, Léon II devient ainsi seul empereur.
Mais, du fait de son jeune âge, Léon II est incapable de respecter la volonté de son grand-père et de résister aux pressions paternelles. Léon II accorde donc le 9 février 474, la dignité impériale à son père Zénon et en fait son co-empereur. Léon II décède le 10 novembre 474, moins d'un an après son accession à l'Empire. Les raisons de sa mort ne sont pas connues : selon certains, il serait mort naturellement de maladie, selon d'autres, son décès aurait été provoqué par son père. Adon de Vienne, affirme dans sa Chronique universelle que Zénon voulait faire tuer son fils mais que sa mère Ælia Ariadnè lui aurait substitué un autre enfant et que Léon II caché aurait été ensuite tonsuré et aurait vécu jusqu'au règne de Justinien Ier attaché au clergé d'une église de Constantinople. Ce récit est toutefois totalement légendaire.